# Prokofi Demidoff
 (février 2019).
Si vous disposez d'ouvrages ou d'articles de référence ou si vous connaissez des sites web de qualité traitant du thème abordé ici, merci de compléter l'article en donnant les références utiles à sa vérifiabilité et en les liant à la section « Notes et références ».
Prokofi Akinfievitch Demidoff est un industriel et philanthrope russe né le 8 juillet 1709 et mort le 1er novembre 1786.

## Biographie
Fils aîné d'Akinfi Demidoff, Prokofi ou Procope Demidoff hérita d'une énorme fortune à la mort de son père en 1745. 
Il l'employa libéralement à des œuvres charitables, fondant un orphelinat la "Maison d'enfants trouvés" et un institut scientifique à Moscou, une école de commerce à Saint-Pétersbourg où il finança également l'opéra et, à travers la Russie, des centaines d'écoles pour le peuple. Il fut au nombre des fondateurs de plusieurs institutions philanthropiques.
Ses excentricités étaient célèbres. Ainsi, parce qu'il estimait avoir été roulé par les marchands britanniques lors d'un séjour en Angleterre, il acheta un jour tout le chanvre disponible afin de « donner une leçon aux Anglais ».
Malgré cela, il augmenta encore la fortune familiale puisqu'à sa mort, il possédait 55 fonderies et usines métallurgiques.
Il était passionné de plantes et la rose Demidoviana porte son nom; une copie de son portrait peint en 1773 par Dimitri Grigorovitch Levistsky, membre de l'Académie des Beaux-Arts de Saint-Pétersbourg en 1769 (voir celui reproduit sur cette page) réalisée en 1906 par P. Orloff et ayant suivi après 1917 à Nice son descendant Paul Alexandrovitch Demidoff (1869-1935) est passée en vente publique le 3 novembre 2016 à Drouot Richelieu à Paris. 
Demidoff y est représenté coiffé d'un bonnet de fourrure, debout dans une salle ouverte sur un jardin (une orangeraie ou orangerie ?) l'avant-bras appuyé sur la pomme d'un arrosoir en métal, et désignant de la main droite deux pots à fleurs ronds en faïence (?) à anses ornés de mascarons; celui de gauche -qui a un sous-pot assorti - contient probablement "son" rosier; ils sont posés sur un socle en bois devant deux colonnes,avec en arrière-plan, un parterre devant une façade de palais ou de château.